# Mexické námořnictvo
Mexické námořnictvo je námořní složkou ozbrojených sil Mexika. Námořnictvo patří k papírově nejsilnějším v oblasti, na druhé straně ho dlouhodobě sužuje nedostatek financí a tvoří jej spíše starší plavidla. K roku 2008 jej tvořilo 37 500 mužů, z toho 8 600 námořních pěšáků. Dříve jeho jádro tvořily torpédoborce a fregaty, nyní je posilováno především plavidly z kategorie oceánských hlídkových lodí. Hlavní základny námořnictva jsou Acapulco a Veracruz.

## Složení

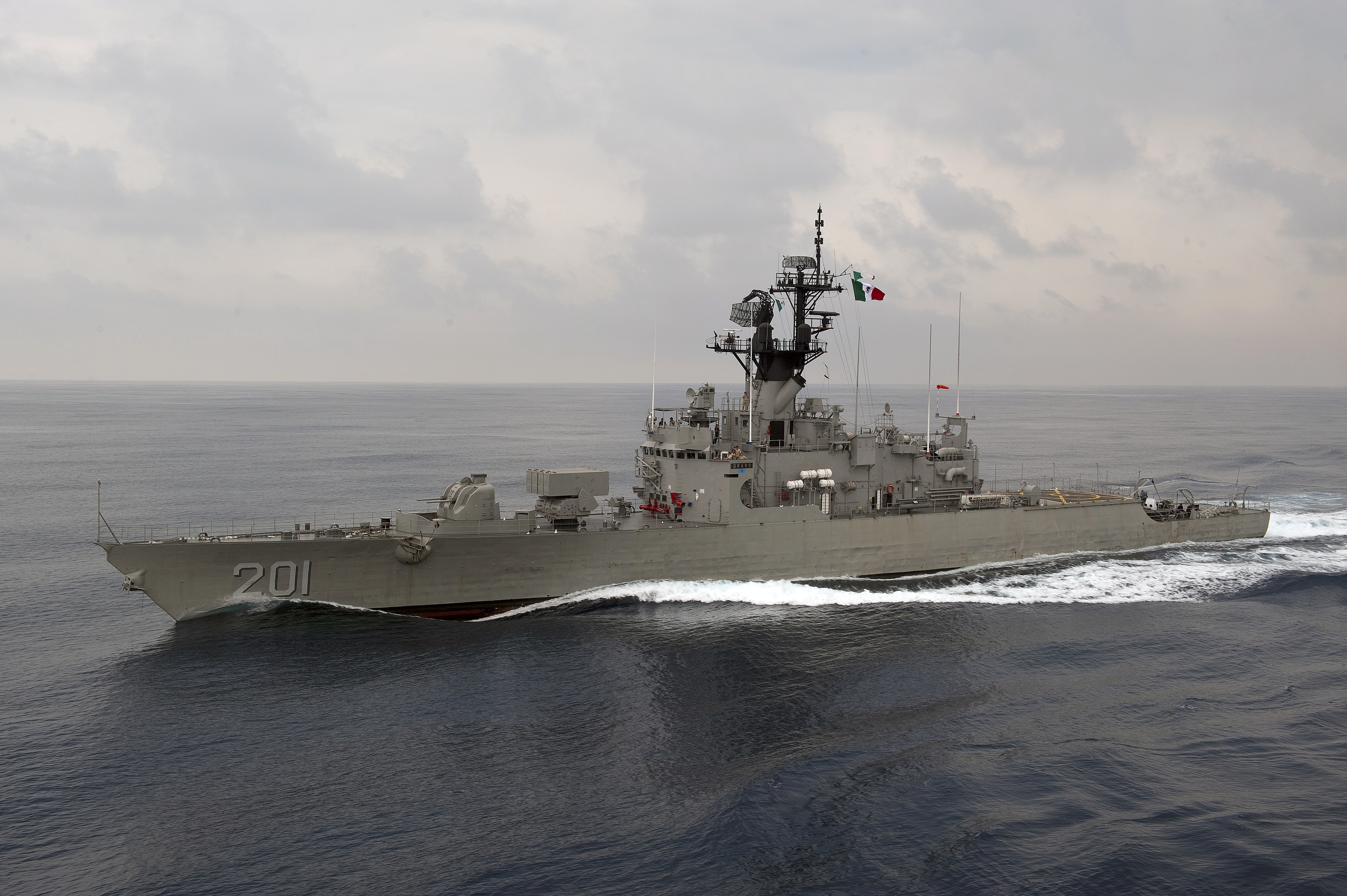
Nicolás Bravo (F 201)

### Fregaty
- Třída Bronstein
  - Nicolás Bravo (F 201, ex USS McCloy, FF 1038)
  - Hermenegildo Galeana (F 202, ex USS Bronstein, FF 1037)

- Třída Knox
  - Allende (F 211, ex USS Stein)
  - Abasolo (F 212, ex USS Marvin Shield)
  - Victoria (F 213, ex USS Pharris)
  - Mina (F 214, ex USS Whipple)

### Raketové čluny
- Třída Sa'ar 4.5
  - Huracán (A301, ex Aliya)
  - Tormenta (A302, ex Geula)

### Oceánské hlídkové lodě

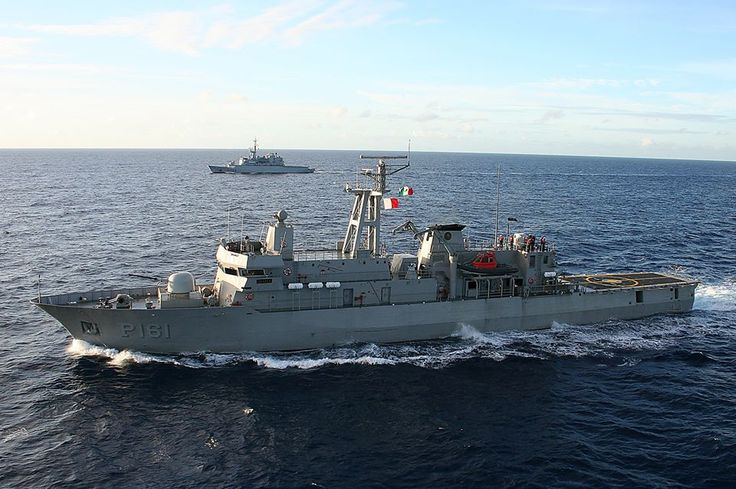
Oaxaca (P 161)

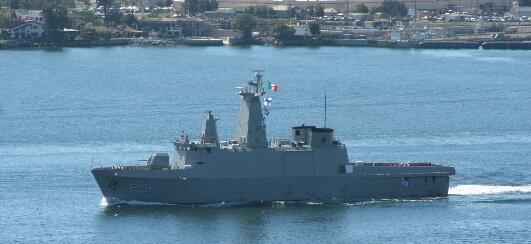
Durango (P 151)

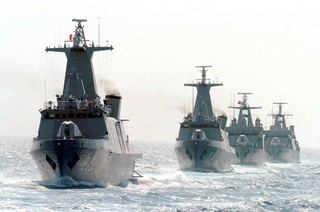
Plavidla třídy Sierra

- Třída Reformador
  - Reformador (P 101)

- Třída Oaxaca
  - Oaxaca (P 161)
  - Baja California (P 162)
  - Independencia (P 163)
  - Revolución (P 164)
  - Chiapas (P 165)
  - Hidalgo (P 166)
  - Jalisco (P 167)
  - Tabasco (P 168)

- Třída Durango
  - Durango (P 151)
  - Sonopra (P 152)
  - Guanajuato (P 153)
  - Veracruz (P 154)

- Třída Sierra
  - Justo Sierra (P 141)
  - Guillermo Prieto (P 143)
  - Matias Romero (P 144)

- Třída Holzinger
  - Holzinger (PO 131)
  - Godínez (PO 132)
  - De la Vega (PO 133)
  - Berriozabal (PO 134)

- Třída Uribe
  - Uribe (P 121)
  - Azueta (P 122)
  - Baranda (P 123)
  - Bretón (P 124)
  - Blanco (P 125)
  - Monasterio (P 126)

- Třída Auk (17 ks)
- Třída Admirable (12 ks)

### Pobřežní hlídkové lodě

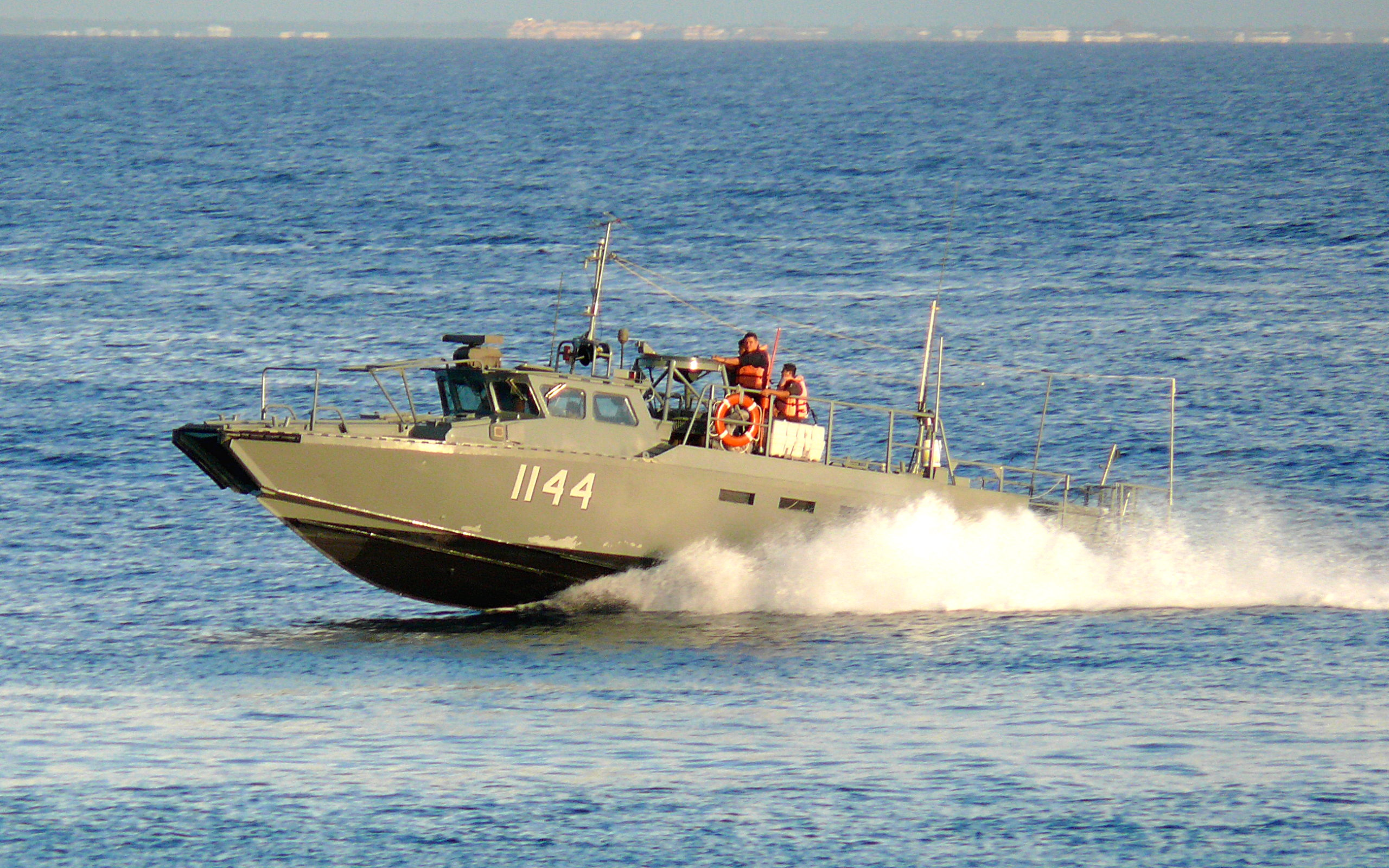
Plavidlo třídy Polaris

- Třída Polaris
- Třída Tenochtitian (10 ks)
- Třída Azteca (31 ks)
- Třída Cape (3 ks)

### Výsadkové lodě

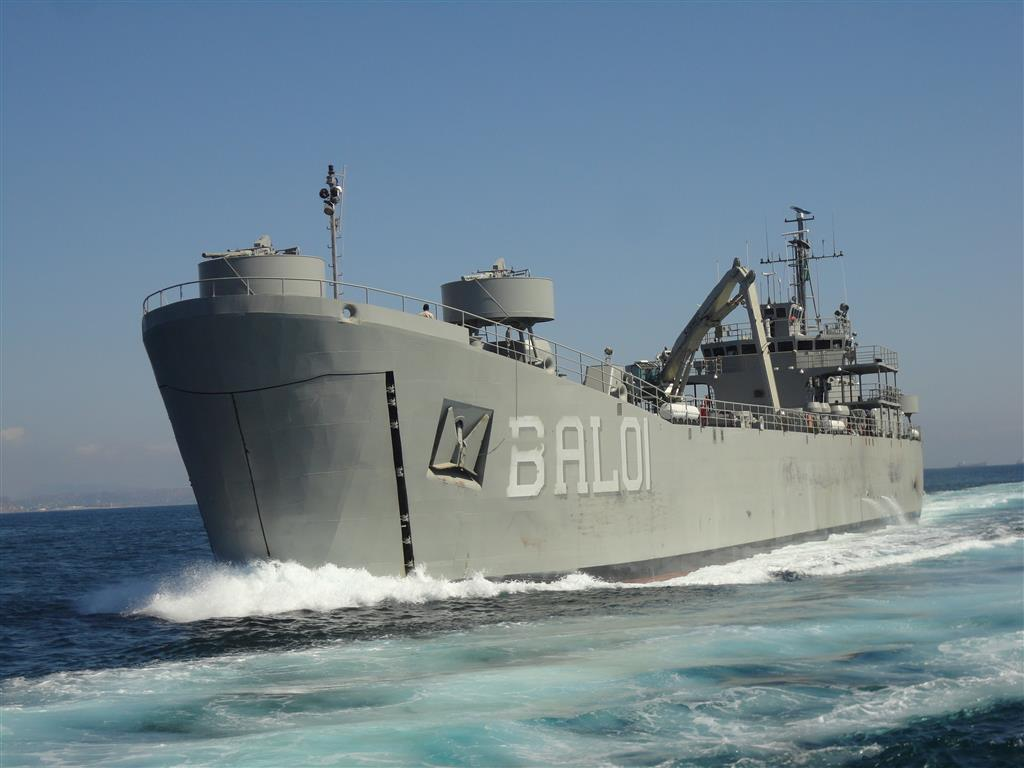
Montes Azules (BAL 01)

- Třída Montes Azules
  - Montes Azules (BAL 01)
  - Libertad (BAL 02)

### Pomocné lodě
- Isla Maria Madre (BAL 11) – zásobovací loď Damen FCS 5009

- Cuauhtémoc (BE 01) – cvičné plachetnice